# Степовое (Николаевский район)
Степовое (укр. Степове) — село в Николаевском районе Николаевской области Украины.

## История
В 1945 г. Указом Президиума ВС УССР село Карлсруэ переименовано в Степовое
Колония Карлсруэ основана в 1809 году немецкими переселенцами из Бадена и Пфальца. 
В 1881—1885 гг. по проекту архитектора Корфа в неоготическом стиле из ракушечника построен католический храм Святого Петра и Павла. В настоящее время храм не действует и находится в полуразрушенном состоянии.
Население по переписи 2001 года составляло 1869 человек. Почтовый индекс — 57107. Телефонный код — 512. Занимает площадь 8,512 км².

## Местный совет
57107, Николаевская обл., Николаевский р-н, с. Степовое, ул. Казацкая, 1а; тел. 33-43-97.